# 皮尼格羅夫莊園 (特拉華州)
皮尼格羅夫莊園（英語：Piney Grove Manor）是位於美國特拉華州蘇塞克斯縣的一個非建制地區。該地的面積和人口皆未知。

## 地理
皮尼格羅夫莊園的座標為38°38′35″N 75°22′14″W / 38.64306°N 75.37056°W，而該地的平均海拔高度為13米（即43英尺）。